# スザンナ・ゴレツカ
スザンナ・ゴレツカ（Zuzanna Górecka、2000年4月10日 - ）は、ポーランドの女子バレーボール選手。ポジションはアウトサイドヒッター。ポーランド代表。

## 来歴

### クラブチーム
ラドム出身。LTSレギオノヴィア・レギオノヴォのアンダーカテゴリーチームに入団しバレーボール選手としてのキャリアをスタートさせる。2018/19シーズンはIŁキャピタル・レギオノヴィア・レギオノヴォに所属しポーランドリーグで10位だった。2019/20シーズンはイタリアセリエA1のイゴール・ゴルゴンゾーラ・ノヴァーラと契約し、1年間プレーした。2020/21シーズンからGrot Budowlani Łódźで2年間プレーした。2022/23シーズンはŁKSコマースコン・ウッチと契約し、ポーランドリーグで優勝、ポーランドカップで準優勝を果たした。

### 代表チーム
アンダーカテゴリーの代表として2017年、U-20世界選手権の欧州予選で優勝に貢献した。2018年、U-19欧州選手権で銅メダルを獲得した。2019年にメキシコで開催されたU-19世界選手権で5位となった。2019年にシニアのポーランド代表に初選出され、ネーションズリーグでデビューした。2021年の欧州選手権で5位となった。2022年、地元開催された世界選手権で7位となった。

## 球歴
- 世界選手権 - 2022年
- ネーションズリーグ - 2019年、2021年、2022年、2023年
- 欧州選手権 - 2021年

## 所属クラブ
- IŁキャピタル・レギオノヴィア・レギオノヴォ（2018-2019年）
- イゴール・ゴルゴンゾーラ・ノヴァーラ（2019-2020年）
- ブドフラニ・ウッチ（2020-2022年）
- ŁKSコマースコン・ウッチ（2022年-）